# Stephanogorgia wainwrighti
Stephanogorgia wainwrighti is een zachte koraalsoort uit de familie Chrysogorgiidae. De koraalsoort komt uit het geslacht Stephanogorgia. Stephanogorgia wainwrighti werd in 1976 voor het eerst wetenschappelijk beschreven door Bayer & Muzik.